# 彰化縣芳苑鄉芳苑國民小學
彰化縣芳苑鄉芳苑國民小學，簡稱芳苑國小，是位於台灣彰化縣芳苑鄉的一所國民小學。地址為彰化縣芳苑鄉芳苑村斗苑路芳苑段230號，學區範圍有：芳苑、芳中、仁愛、信義四村。現編制六班，附設幼兒園一班。

## 沿革
芳苑國民小學之籌建，可溯至日治時期1915年1月由日籍一位教師開始籌備招收新生十餘位，當時年齡最大的有十五歲。同年4月1日，正式成立為二林公學校番挖分校，暫時租用民房及普天宮當教堂講學，課程以日語為主，漢學為輔，漢學由本地漢學老師擔任，首任校長牧九六。
1919年，學校營建木造教室四間，同年4月1日，遷入該址就讀，同時獨立為番挖公學校。1920年5月19日，改為沙山公學校。1921年4月1日設立王功分教場。1922年4月1日設立路上厝分教場。1931年4月29日，開設草湖國語講習所。1934年設立沙山國語講習所。1941年1月1日，改稱沙山國民學校；王功路上厝分教場獨立；沙山特設國語講習所。
1945年日本投降，中華民國國民政府接管臺灣，改制為芳苑國民學校。1950年9月1日，設立後寮分班（1957年升格為後寮分校，1961年獨立設校，為今後寮國民小學）。1968年8月1日，台灣省正式實施九年國教，改制為芳苑國民小學。
1996年3月1日，開辦學生營養午餐。2021年，獲得教育部教學卓越金質獎2022年4月16日，「洪掛圖書館-芳華海苑」整建落成。

## 外部連結
- 芳苑國小官網 （页面存档备份，存于）
- 芳苑國小FB粉絲專頁